# ジョー樋口
ジョー樋口（ジョーひぐち、1929年1月18日 - 2010年11月8日）は、日本の元プロレスラー、元レフェリー。
本名は樋口 寛治（ひぐち かんじ）。愛称は「ジョー」。
神奈川県横浜市出身。法政大学卒業。俳優の樋口隆則は息子。
日本プロレスと全日本プロレスでレフェリー、外国人係を務めた後、プロレスリング・ノア監査役、GHCタイトル管理委員長を歴任した。

## 略歴
実家は本牧の洋食材の問屋で、幼少時からコーヒーを嗜み、ジャズを愛好する少年だった。周囲の環境から、英語や洋食の調理もお手のものであった。また柔道の道に進み、二段まで昇段。終戦後は進駐軍に柔道を教えていた（この時期に英語をマスターしたとの記述もある）。

### 日本プロレス時代
1954年よりプロレスに転向し、山口利夫らが立ち上げた全日本プロレス協会で活動する。団体の崩壊後は、吉村道明とともに日本プロレスに移り選手として活動し、1960年に引退した。
その後はいったんプロレス業界から離れるが、1963年から外国人係兼通訳として日プロに就職する。
当時は外食産業の洋食店がまだ普及していなかった頃で、料理好きを生かして遠征中に選手が滞在する旅館では無理を言って厨房を借り、ステーキやサラダ、スープなど洋食を作っては来日外国人選手に喜ばれた。その評判は日プロ総帥の力道山の耳にも入り「わしにも食わせろ」と言わしめたほどで、興行中にもかかわらず会場を出て準備を始めていたという。
また、大食漢のバロン・ガトニに「腹が減った、なんとかしてくれ」と深夜に叩き起こされ、日本ではコンビニエンスストアもファミリーレストランもない1960年代の頃のこと、食事が出来る場所を探して2人で夜の街をさまよい歩いたこともあったという。
1966年より沖識名らを継いでレフェリーも兼務する。沖がトラブルに巻き込まれたため、代役として上がったのが理由だった。
1967年12月6日、東京体育館でジャイアント馬場 対 クラッシャー・リソワスキーのインターナショナル・ヘビー級選手権試合が行われ、両者血だるまの壮絶な死闘の末2－1（3本目は反則）で馬場が勝利するが、その東京体育館での試合後とその翌年（1968年）1月3日の蔵前国技館での再戦（インターナショナル・ヘビー級王座決定戦）の後、リソワスキーに当時プロレス実況アナウンサーを務めていた日本テレビの徳光和夫がインタビューを行った際、樋口がリソワスキーの通訳を務めた映像がそれぞれ現存する。
日本プロレス当時には、海外遠征する所属日本人選手に世話役として同道することもあった。アントニオ猪木が1971年にロサンゼルスでジョン・トロスに勝利してユナイテッド・ナショナルヘビー級選手権を獲得した試合で猪木のセコンドを務めたのも樋口であった。

### 全日本プロレス時代
力道山死後の日本プロレスの堕落ぶりに耐えきれず、アメリカでのレフェリー活動を視野に日本プロレスを退団。アメリカのプロモーターたちと話を付け、渡航準備を進めていたところ、同じく日本プロレスを離脱したジャイアント馬場より熱心な誘いを受け、1972年に旗揚げした全日本プロレスに、旗揚げと共に参加。その際、プロモーターたちに詫びるため自らスキンヘッドにし、自費で渡航してお詫び行脚を行ったという。
以降、馬場の試合に欠かせないレフェリーとして一躍有名になる。スキンヘッドと青のコスチュームがトレードマークで、日本人のNWAオフィシャルレフェリーの代表・大御所的存在でもあった。1974年6月14日には、アメリカセントルイスのキール・オーディトリアムにて行われたジャック・ブリスコ VSドリー・ファンク・ジュニアのNWA世界ヘビー級選手権試合を裁き、日本人で初めてキール・オーディトリアムで行われた試合を裁いたレフェリーとなった。
それまでのレフェリーのイメージを変え、よく足を使い、試合がストップした状態でも観客を飽きさせないそのレフェリングは、後の和田京平や西永秀一らにも大きな影響を与えた。
試合がグラウンド状態になった際に叫ぶ言葉「ワッチャギブアップ（Watch out give-up）」も、実観客を飽きさせないための工夫であった。一方で試合中に選手の乱闘に巻き込まれて失神したり、悪役レスラーの反則に気付かない部分もあった。とりわけ1980年代前半には、乱闘に巻き込まれて樋口が失神し決着になだれこむ「ジョー樋口失神ギミック」がビッグマッチを中心に多発した。この時期に馬場から「ジョーさん、現役の頃よりいい受け身取っているんじゃない」と言われたことがあるという。このギミックは1980年代後半からあまり見られなくなり、樋口の体力が衰える反面で試合のテンポが速くなった四天王プロレスの時代には、樋口が試合に巻き込まれて失神することはほとんどなかった。
レフェリングは厳格であり、2003年の力道山追悼興行で特別レフェリーを務めた際には、カウントしないことがほぼ不文律となっている小橋建太のマシンガンチョップに対して反則カウントを取った。カウントが遅いこともよく取り沙汰された（ダグ・ファーナスが試合中に指摘したこともある）が、ストップウォッチでジョーのカウントを計測したところ、実時間の3秒とほぼ一致していたという話もある。
1990年代には、この頃から高齢のためチーフレフェリーの座を和田に譲る。1997年3月1日に日本武道館で挙行された三冠ヘビー級選手権試合（三沢光晴 vs. スティーブ・ウィリアムス戦）を最後にレフェリーを引退、外国人係に専念することになる。なお当初は引退セレモニーを固辞したが、周囲の要望もあって4月19日の日本武道館大会第4試合終了後に、あらためてセレモニーが行われた。

### 晩年
1999年のジャイアント馬場の死去を受け、同年5月2日に東京ドームで行われた「ジャイアント馬場引退記念大会」にて特別レフェリーとして来場した後、全日本プロレスを退社した。
2000年に三沢光晴らが全日本を退団し、プロレスリング・ノアを旗揚げすると、仲田龍に請われて同社監査役に就任した。
翌年に発足したノアのタイトル・GHCのタイトル管理委員長にも就任し、タイトルマッチ前に認定証を読み上げ終わると会場は「ジョー!」の大コールに包まれる。その他、タイトル調印式で鈴木みのるやSUWAらの暴走に厳しく諭す姿が見られた。
2010年9月上旬より東京都内の病院に入院し治療を受けていたが、11月8日午前5時38分、肺腺がんのため死去。81歳没。長年のプロレス界への功績が称えられ、2010年度プロレス大賞から2度目となる特別功労賞が樋口に贈られた（1度目は1979年度）。
没後、2017年12月25日、全日本プロレスのレフェリー兼外国人係を務め、来日した外国人の面倒をみたことが評価され、レフェリーとして初めてアメリカのテキサス・プロレス殿堂入りを果たした。

## 人物
- 長年のレフェリー生活でマットを叩き続けたため肉体にダメージが残ってしまい、左右の掌の大きさが違っていた（引退した後も）り、腕の曲げ伸ばしも思い通りにはできなかったという[1][2]。日常生活にも支障を来し、ファンからのサインの求めも「ペンがうまく握れないので」と断ったり、食事の際に箸が持てずにスプーンで食べることが多かったという。
- 外国人レスラーを中心に、プロレスラーやスタッフ、ファンからの人望は非常に篤い。
  - 「日本に行ったらジョーを頼れ」は全日本プロレス来日外国人の合言葉となり[1]、また樋口に感謝の手紙を書くことが彼らの慣習となり、それをまとめた冊子がレスラー間で出回るほどだった[2]。
  - キング・イヤウケアなどは正月シリーズの際には早めに来日して樋口宅に泊まり込み、樋口夫人のおせち料理を食べていたという。
  - 大木金太郎からは実の兄のように慕われ、ホームシックに罹るたびに勇気づけた[1]。
  - レオ・ノメリーニは離日の空港で涙を流しながら樋口の手を握り感謝し続けた[1]。
  - マイク・デビアスを世話したところ、その息子のテッド・デビアスから、初対面で「日本では何でもあなたに相談しろ、と父から聞いた」と樋口に言った[1]。
  - 最後のレフェリングを終えた際、試合を終えた三沢がリング下でスピーチが終わるまで待って礼を述べたり、退場口で待っていたスタン・ハンセンがハグするなどして労われた[1]。
- インディアンレスラー、ビリー・ツー・リバーのわがままぶりに激怒し、ビール瓶をケースごと投げつけ、偶然転がっていたナイフを振りかざしたことがある。
- レフェリー転向後も受け身の練習は欠かさず、馬場からは「現役時代より上手い、下手な選手よりよっぽど良い」と褒められている[1]。
- 世界オープンタッグ選手権最終戦、ザ・ファンクス vs. アブドーラ・ザ・ブッチャー&ザ・シーク戦で「凶器に気づかないふり」の名人芸を発揮したが、著書『心に残るプロレス名勝負―いま蘇る激闘の裁き』でこの試合について「（ブッチャー組が凶器を使い出したあたりで）反則を取ってもいいのですがそれではお客さんが満足しません。ここがプロレスのレフェリーの難しいところ」と述べている。
- 1990年代には、リングアナが選手をコールしたあと「レフェリー・ジョー樋口」と宣言すると、観客が「ジョー!」と大歓声を上げるという流れがお約束となった。和田京平、マイティ井上の「キョーヘー!!」「マーィティー!!」コールにも受け継がれている。
- ジャイアント馬場死去の後、「プロレス界から身を引くつもりだった」と後に述べている。しかしプロレスリング・ノア旗揚げの際、社長の三沢光晴から「手伝ってほしい」と懇願され、GHC管理委員長を務めた。
- 練習熱心だった小橋建太には特別に目をかけており、小橋を「ケンちゃん」と呼んでいた。ノア移籍の理由も三沢と小橋がいたからと語ったり、小橋が2006年に腎臓癌で入院した際は毎日見舞いに訪れていた。入院中練習ができない小橋に、バーベルを持ったモアイ人形を手渡して「この人形が代わりにトレーニングしてくれる」と励ましてもいた[1]。

## 著書
- 『プロレスのほんとの楽しさ』（1983年1月、ベースボール・マガジン社）ISBN 978-4583023335
- 『心に残るプロレス名勝負―いま蘇る激闘の裁き』（1998年1月、経済界）ISBN 978-4766781496